# 슬링키

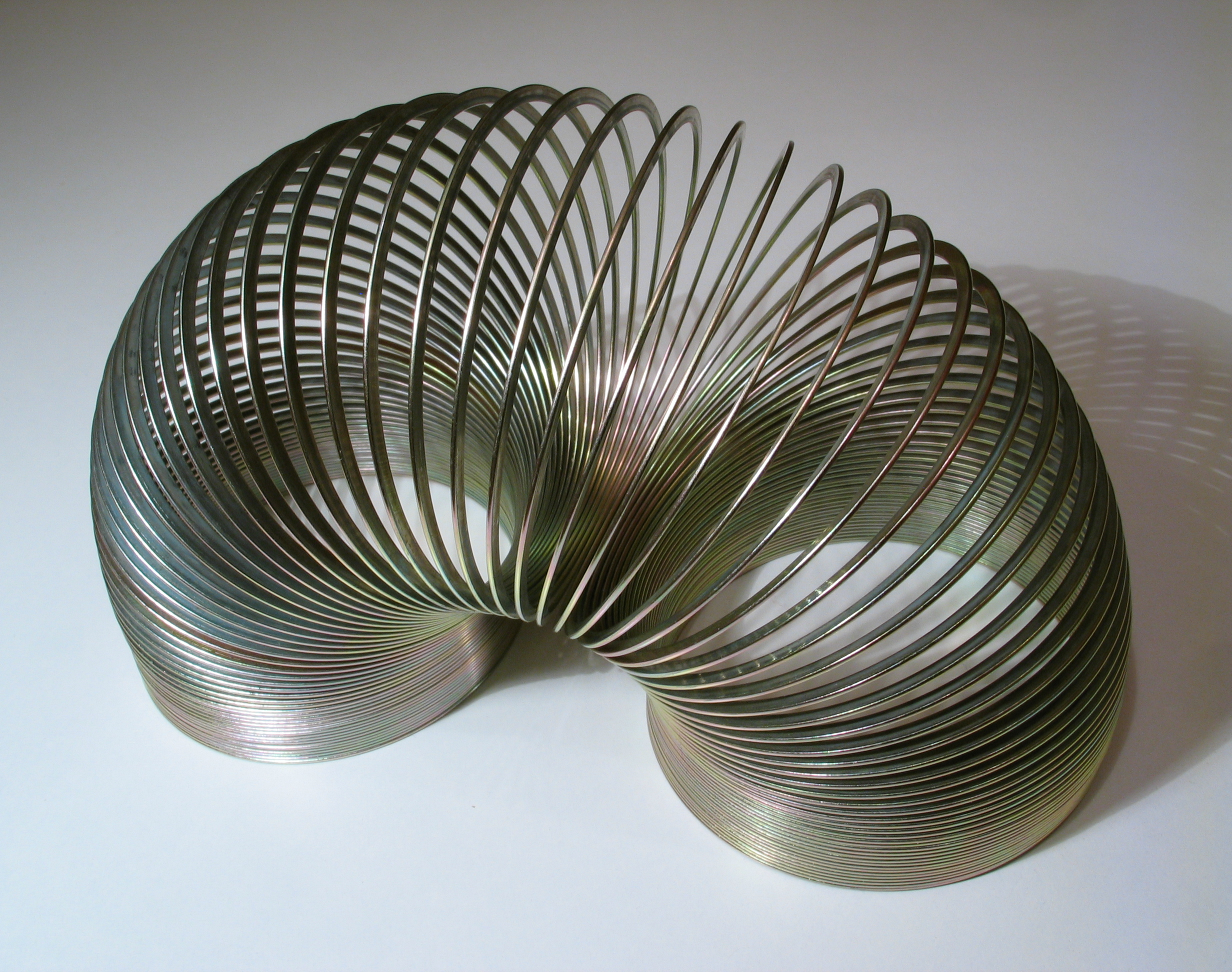
금속 슬링키

슬링키(Slinky)는 나선형으로 조밀하게 감긴 용수철형태의 장난감이다. 쉽게 늘어나고 중력의 영향으로 휘기 때문에 교육 용도로도 쓰인다. 슬링키는 미국 델라웨어에서 태어난 해군 제임스(Richard T James)의 의해 1943년 2차대전 중 만들어졌다. 이러한 슬링키는 의문점이 하나 있다. 바로 중력을 무시한다는 점이다. 슬링키를 공중에서 떨어뜨리면 윗부분부터 차례차례 내려와 모두 쌓인 후 떨어지는데 이때 아랫부분의 모습이 마치 중력을 무시한 채 떠있는 것처럼 보인다. 이것을 슬링키의 자유낙하라고 한다. 슬링키가 이런식으로 낙하하는 이유는 용수철을 이루는 고리 각각의 질량을 무시할 수 없기 때문에 위쪽에서 발생한 충격이 전달되는데 시간이 걸려서 충격이 전달될 때까지 아래쪽에 있는 각 고리가 관성에 의해 평형상태를 유지하기 때문이라고 한다.

## 같이 보기
- 용수철